# (4595) Prinz
(4595) Prinz (1981 EZ2) – planetoida z pasa głównego asteroid okrążająca Słońce w ciągu 4,04 lat w średniej odległości 2,53 j.a. Odkryta 2 marca 1981 roku.